# Pannónia-Ring
De Pannónia-Ring is een circuit bij Ostffyasszonyfa in Hongarije dat speciaal voor motorraces gebouwd is. Oorspronkelijk kon het circuit in beide richtingen worden gebruikt. In 2014 zijn er curbs op de route geplaatst, waarna het parcours alleen nog met de klok mee kan worden afgelegd.

## Cijfers
- Lengte: 4.749 m
- Breedte: 11–13 m
- Lengte van het rechte stuk start/finish: 700 m
- Rechtse bochten: 11
- Linkse bochten: 7
- Topsnelheid (pro superbike): 260 km/u

Het is een veilig circuit met grindbakken van 50–150 m breed.
Het huidige ronderecord van 1:44:780 werd op 16 juni 2013 door de Oostenrijker Chris Höher tijdens een training voor het FIA CEZ racewagenkampioenschap.
De snelste ronde op een motorfiets werd in augustus 2021 behaald door de Oostenrijker Martin Bauer op een [Honda CBR 1000RR-R Fireblade, MY21].

## Kartbaan
Naast de ‘grote’ racebaan is er een 1.071 meter lange kartbaan die ook met motoren kan worden bereden. De gemiddelde snelheid met een zestraps-schakelkart ligt rond de 85 km/u, de topsnelheid op het langste rechte stuk ligt rond de 130 km/u.